# Невские ворота Петропавловской крепости
Не́вские воро́та — ворота Петропавловской крепости в Санкт-Петербурге, находящиеся в Невской куртине между Государевым и Нарышкиным бастионами. Соединяют крепость с Комендантской пристанью. Памятник архитектуры классицизма.

## История
В 1714—1716 годах здесь были построены первые деревянные ворота и пристань. В начале 1720-х годов ворота были перестроены в камне архитектором Доменико Трезини.
Перед Невскими воротами 30 августа 1723 года состоялась церемония внесения ботика Петра I на постоянное сохранение в крепость: ботик подошёл своим ходом, дал приветственный залп и на руках внесён через ворота в Государев больверк.
13 марта 1731 года было отдано распоряжение о постройке «ворот с архитектурными украшениями к водяной стороне крепости». Раз в несколько лет ботик выносили и церемониально ставили на воду, но для этих церемоний ворота всё ещё слишком бедно выглядели.
В 1746-1747 годах была проведена ещё одна перестройка ворот и облицовка их пудостcким камнем, вероятно, по изменённому проекту Трезини. Этот проект сохранился в современном облике ворот со стороны, обращённой к Петропавловскому собору: четырёхметровая арка с замковым камнем фланкирована пилястрами и увенчана треугольным фронтоном, который украшает рельефная композиция с изображением гербового щита, знамён и воинских доспехов.
В 1762—1767 годах архитектор Д. Смолянинов и инженер Н. Муравьёв разработали проект гранитной пристани взамен деревянной. Реализовать проект удалось только в 1777 году в связи с облицовкой крепостных стен, когда инженер Р. Т. Томилов построил парадную трёхарочную гранитную пристань с парапетами, ледорезами и площадкой, имеющей три лестничных схода к воде.
В 1780 году архитектору Николаю Львову предложено исполнить новый проект Невских ворот. Новые ворота были построены по этому проекту 1784—1787 годах, и в этом виде дошли до наших дней (со стороны Невы). Высота новых ворот составила 12 м, ширина — 12,2 м. Они покоятся на цоколе высотой почти в метр. Справа и слева от арки установлены сдвоенные колонны тосканского ордера с алмазным рустом, поддерживающие треугольный фронтон. Цоколь, колонны и фронтон выполнены из шлифованного серебристо-белого сердобольского гранита. Фронтон декорирован рельефным изображением якоря со скрещенными пальмовыми ветвями и развевающейся лентой (неизвестный скульптор по рисунку Львова, алебастр). На краях фронтона установлены две бомбы с язычками пламени.
Под сводом арки сделаны отметки о наводнениях 1752, 1777, 1788, 1824, 1924 и 1975 годов.
Ворота были прозваны «воротами смерти», так как через них приговорённых узников выводили на Комендантскую пристань, откуда везли к месту казни.
Ворота были отреставрированы в 1952—1953 годах.

## Фотогалерея

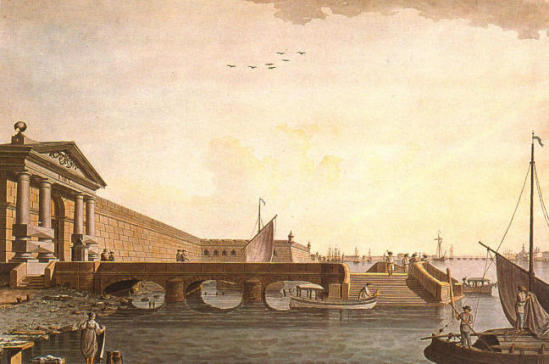
Невские ворота и пристань на картине Б. Патерсена, начало XIX в.
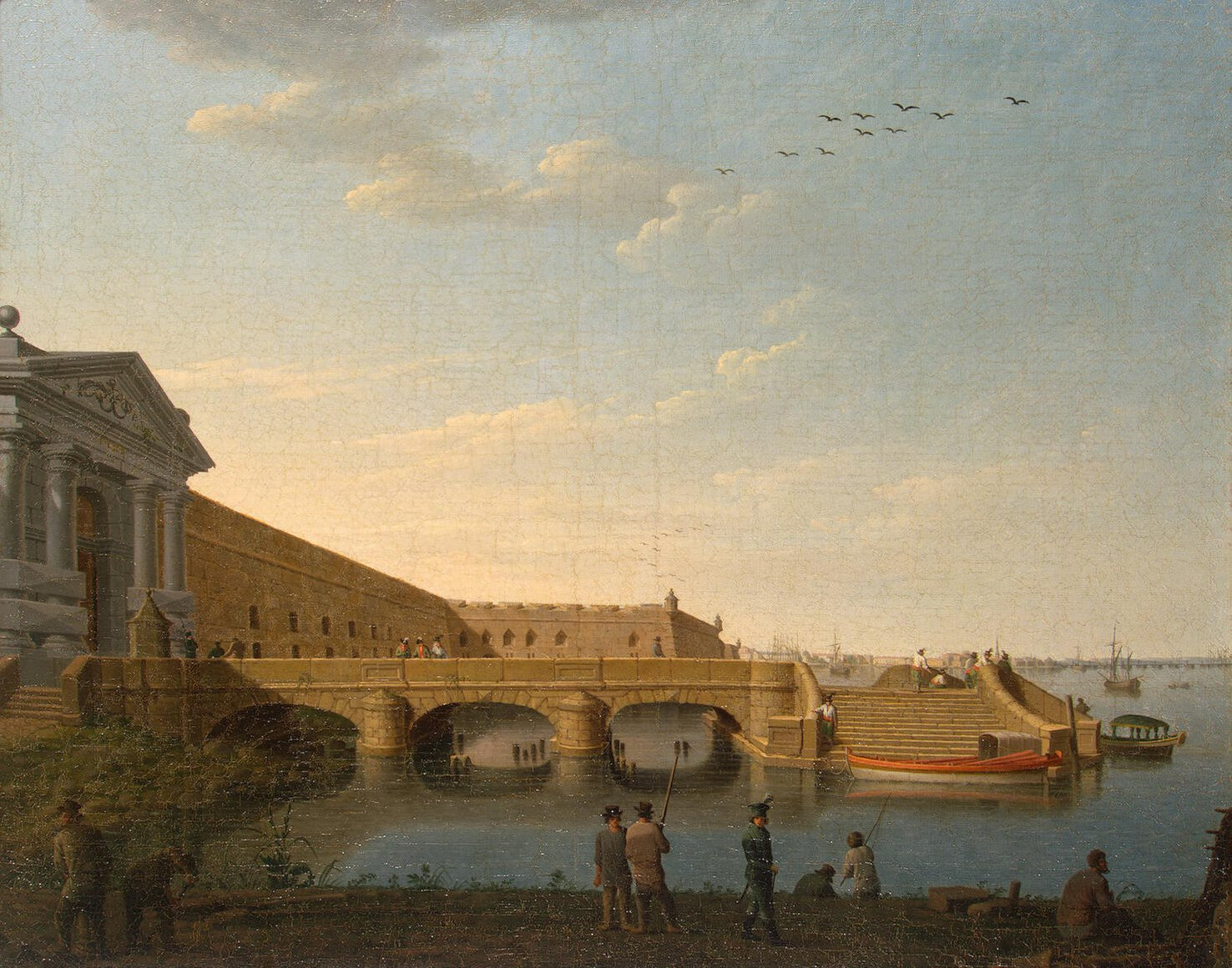
Невские ворота и пристань на картине Б. Патерсена, начало XIX в.
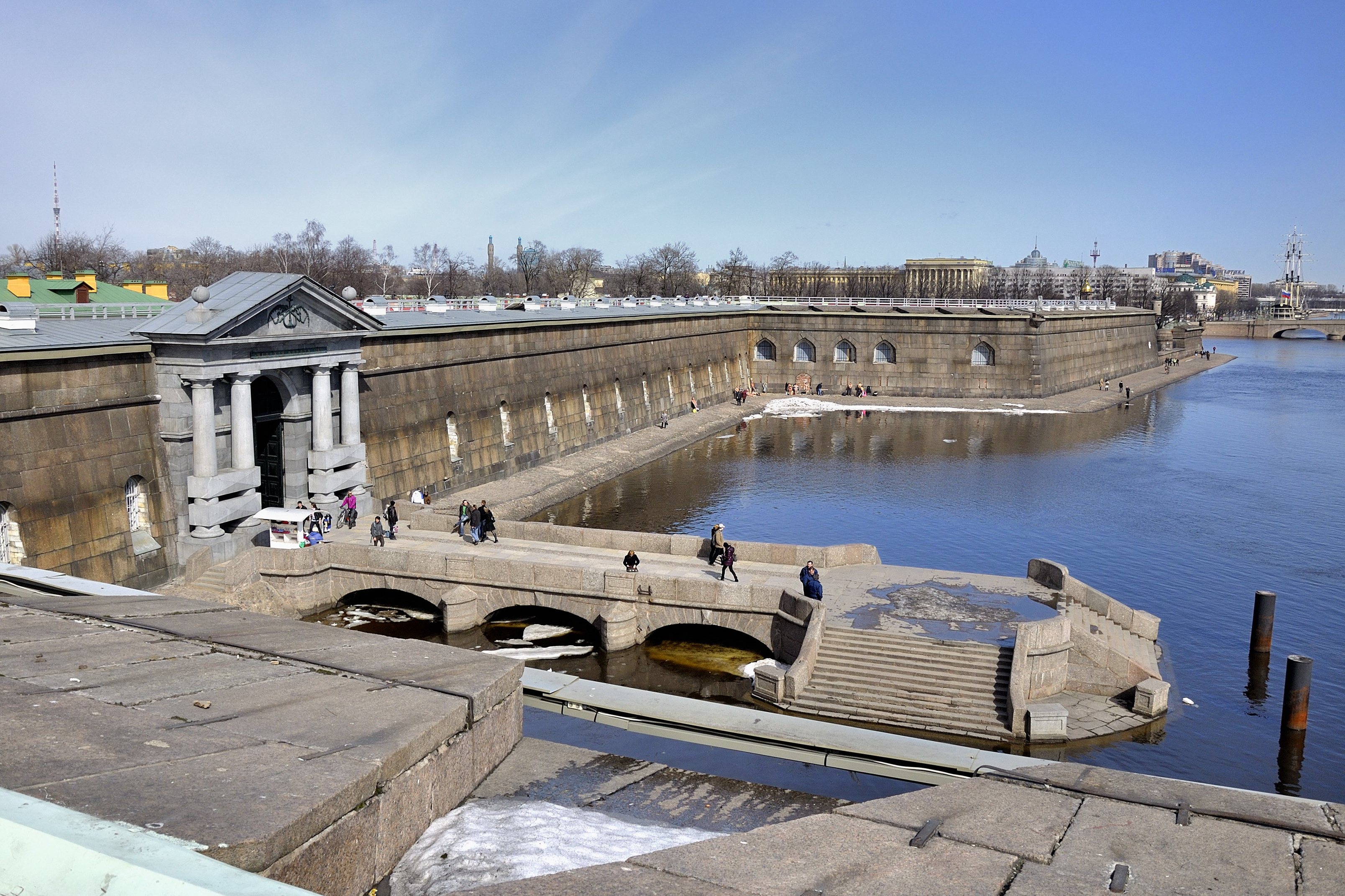
Невские ворота и пристань, 2011 г.
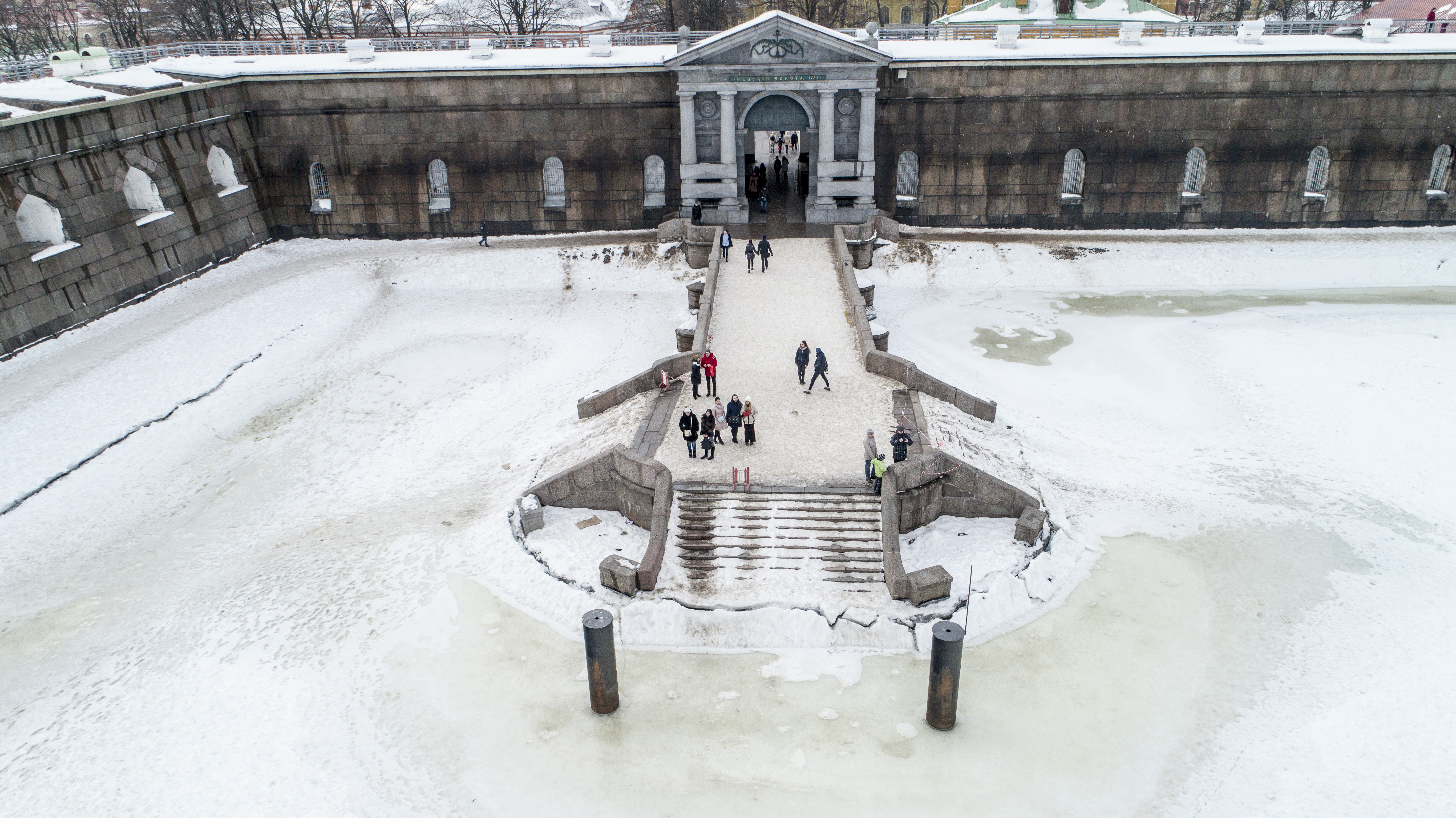
Фронтальный вид
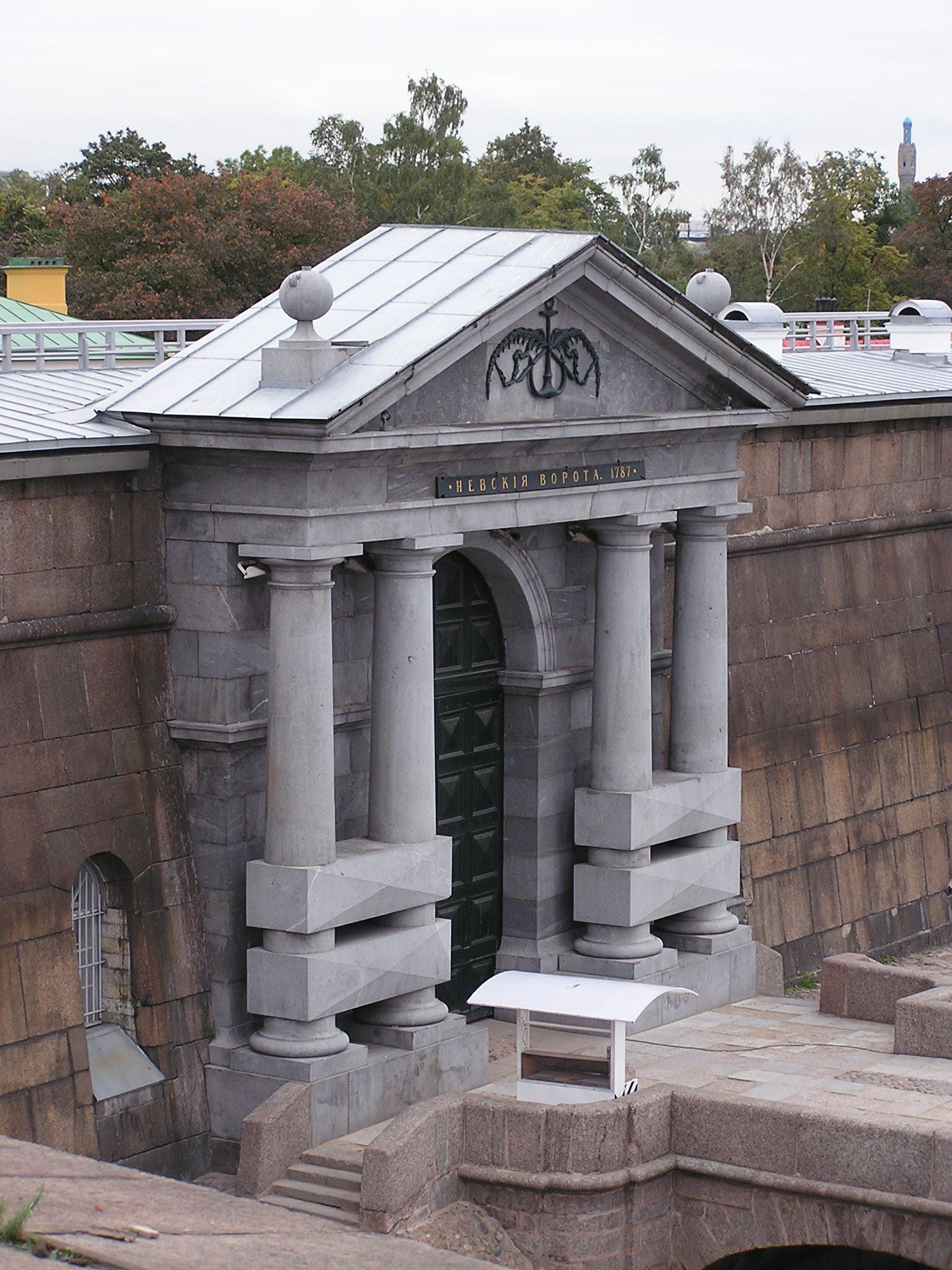
Вид с бастиона
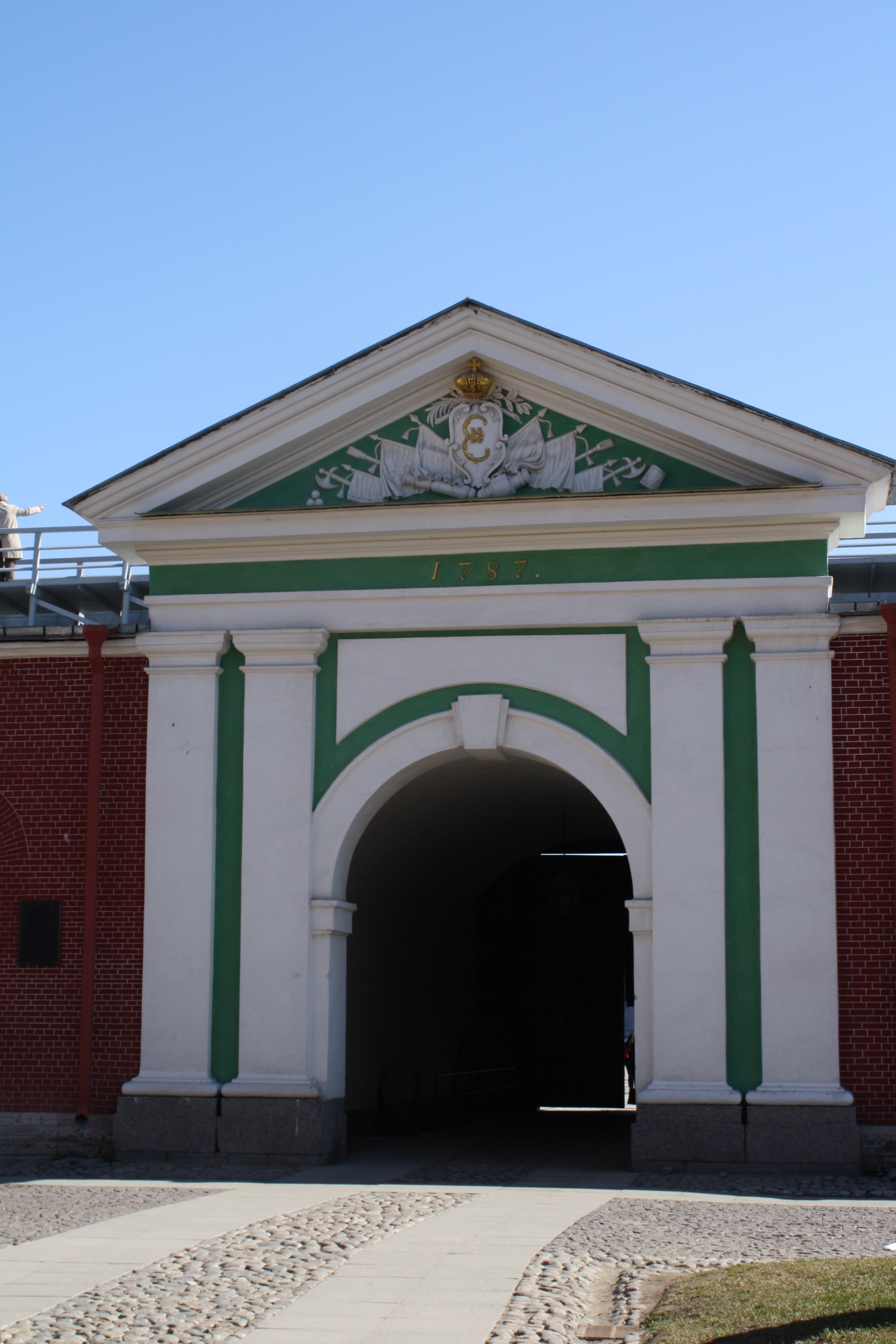
Вид из крепости